# Stadion Cara Samuiła w Petriczu
Stadion Cara Samuiła (bułg. Стадион Цар Самуил) – stadion piłkarski w Petriczu, na którym swoje mecze rozgrywa zespół Bełasica Petricz. Obiekt może pomieścić 12 tysięcy widzów.